# 順境
順境（1501年—？），字履常，湖廣武昌府江夏縣人，軍籍，明朝政治人物。

## 生平
嘉靖七年（1528年）戊子科湖廣鄉試第四十四名舉人。嘉靖十七年（1538年）中式戊戌科會試第五十六名，登第三甲第一百七十五名進士。官浙江歸安知縣。

## 家族
曾祖順德昭；祖父順成美；父順友剛，母順氏。慈侍下。兄順鈜、順錫。